# Tudu
Tudu est un bourg (alevik) estonien appartenant à la commune de Vinni dans le Virumaa occidental.

## Démographie
Sa population était de 409 habitants en 2008.
Au 31 décembre 2011, il compte 302 habitants.

## Histoire
Le village a été fondé en 1241, au moment de la christianisation du Wierland.